# Димитрије Бугарчић
Димитрије Бугарчић био је југословенски и српски филмски и позоришни глумац.

## Улоге
|                   | 1960 | Укупно |
| ----------------- | ---- | ------ |
| Дугометражни филм | 4    | 4      |

| Год.  | Назив                  | Улога \|- style="background: Lavender; text-align:center; " | 1960.е_ | 1960.е_ | 1960.е_ | 1960.е_ |
| 1962. | Чудна девојка          | /                                                           |         |         |         |         |
| 1962. | Медаљон са три срца    | Луцијин брат (сегмент „Прича 1”)                            |         |         |         |         |
| 1963. | Невесињска пушка       | /                                                           |         |         |         |         |
| 1964. | Човек из храстове шуме | /                                                           |         |         |         |         |